# Gian Franco Saba
Gian Franco Saba (Olbia, 20 settembre 1968) è un arcivescovo cattolico italiano, dal 10 aprile 2025 ordinario militare per l'Italia.

## Biografia
È nato il 20 settembre 1968 ad Olbia, nell'allora diocesi di Ampurias e Tempio, da una famiglia di Buddusò.

### Formazione e ministero sacerdotale
Nel 1992 ha ottenuto il baccellierato in teologia presso la Pontificia facoltà teologica della Sardegna di Cagliari; ha poi proseguito gli studi per la specializzazione presso l'Istituto Patristico Augustinianum di Roma, dove ha conseguito la licenza in Teologia e Scienze patristiche, il diploma e il dottorato in Scienze patristiche per la ricerca e la docenza.
Infine, si è specializzato in Interculturalité Religions et Societé presso l'Institut catholique de Paris.
È stato ordinato diacono il 13 settembre 1992 dal vescovo Pietro Meloni e il 23 ottobre 1993 presbitero dal vescovo Paolo Atzei.
In ambito diocesano è stato rettore del seminario diocesano e direttore dell'Istituto diocesano di scienze religiose, traghettandolo ad Istituto superiore di scienze religiose e dialogo euromediterraneo.
Dal 2010 al 2015 è stato rettore del Pontificio Seminario Regionale Sardo a Cagliari.

### Ministero episcopale
Il 27 giugno 2017 papa Francesco lo ha nominato arcivescovo di Sassari; è succeduto a Paolo Atzei, dimessosi per raggiunti limiti di età.
Ha ricevuto la consacrazione episcopale il 13 settembre 2017 da Sebastiano Sanguinetti, vescovo di Tempio-Ampurias, co-consacranti Arrigo Miglio, arcivescovo di Cagliari, e Paolo Atzei, arcivescovo emerito di Sassari. Ha preso possesso canonico dell'arcidiocesi turritana il successivo 1º ottobre.
Il 29 giugno 2018 ha ricevuto da papa Francesco, nella basilica di San Pietro in Vaticano, il pallio, che gli è stato imposto dal nunzio apostolico Emil Paul Tscherrig il 21 ottobre seguente.
Il 10 aprile 2025 lo stesso papa lo ha nominato ordinario militare per l'Italia; è succeduto a Santo Marcianò, cessato dall'incarico al compimento del 65º anno di età.
Il 12 maggio seguente, presso la biblioteca di Palazzo Esercito a Roma, ha prestato il giuramento solenne come ordinario militare alla presenza del ministro della difesa Guido Crosetto; poco dopo ha prestato il giuramento di fedeltà previsto dal diritto canonico nella sala capitolare della chiesa di Santa Caterina a Magnanapoli, sede dell'ordinariato militare. 
In quanto ordinario militare per l'Italia, riceve il grado onorifico di generale di corpo d'armata, secondo quanto previsto dalla legge.

## Opere
- Il dialogo sul sacerdozio di Giovanni Crisostomo: sintesi tra paideia classica e paideia cristiana?, Bologna, Dehoniana Libri, 2012, ISBN 978-88-89386-44-6.
- Scienze religiose e processo euromediterraneo, curatela, Soveria Mannelli, Rubbettino, 2009, ISBN 978-88-498-2850-4.
- Albino Morera: l'uomo e il pastore nel contesto socio-religioso nella Diocesi di Tempio-Ampurias, curatela con Angelo Setzi, Soveria Mannelli, Rubbettino, 2004, ISBN 88-498-0646-9.
- Lettera ai seminaristi. Educare alla scuola dei classici e dei padri della chiesa, EDB, ISBN 88-105-1210-3.

## Genealogia episcopale
La genealogia episcopale è:
- Cardinale Scipione Rebiba
- Cardinale Giulio Antonio Santori
- Cardinale Girolamo Bernerio, O.P.
- Arcivescovo Galeazzo Sanvitale
- Cardinale Ludovico Ludovisi
- Cardinale Luigi Caetani
- Cardinale Ulderico Carpegna
- Cardinale Paluzzo Paluzzi Altieri degli Albertoni
- Papa Benedetto XIII
- Papa Benedetto XIV
- Papa Clemente XIII
- Cardinale Bernardino Giraud
- Cardinale Alessandro Mattei
- Cardinale Pietro Francesco Galleffi
- Cardinale Giacomo Filippo Fransoni
- Cardinale Carlo Sacconi
- Cardinale Edward Henry Howard
- Cardinale Mariano Rampolla del Tindaro
- Cardinale Antonio Vico
- Arcivescovo Filippo Cortesi
- Arcivescovo Zenobio Lorenzo Guilland
- Arcivescovo Antonio José Plaza
- Cardinale Eduardo Francisco Pironio
- Vescovo Sebastiano Sanguinetti
- Arcivescovo Gian Franco Saba